# Canton de Bayonne-Ouest
Le canton de Bayonne-Ouest est une ancienne division administrative française, située dans le département des Pyrénées-Atlantiques et la région Aquitaine.

## Composition
Le canton est constitué d'une partie de la ville de Bayonne.

## Histoire
Le canton de Bayonne-Ouest a été créé en 1973 à la suite d'une refonte des anciens cantons de Bayonne : canton de Bayonne-Nord-Est et canton de Bayonne-Nord-Ouest.

## Représentation

### Conseillers généraux de l'ancien canton deBayonne-Nord-Ouest (de 1833 à 1973)
| Période      | Période          | Identité                                      | Étiquette          | Qualité                                                                                       |
| ------------ | ---------------- | --------------------------------------------- | ------------------ | --------------------------------------------------------------------------------------------- |
| 1833         | 1848             | François Balasque                             |                    | Négociant, maire de Bayonne (1833-1848)                                                       |
| 1848         | 1852             | Pierre Jules Châteauneuf                      |                    | Avocat à Bayonne                                                                              |
| 1852         | 1866 (décès)     | Marc Lafont                                   |                    | Avocat à Bayonne                                                                              |
| 1866         | 1871             | Jules Labat                                   | Bonapartiste       | Député (1869-1870, 1876-1893) Maire de Bayonne (1852-1869)                                    |
| 1871         | 1874             | Paul Laborde                                  | Royaliste          | Propriétaire à Biarritz                                                                       |
| 1874         | 1880 (démission) | Marquis Emmanuel Henri Victurnien de Noailles | Républicain        | Diplomate                                                                                     |
| 1880         | 1892             | Ernest Lafont                                 | Républicain        | Médecin chirurgien de l'hôpital de Bayonne Député (1890-1896) Conseiller municipal de Bayonne |
| 1892         | 1893 (décès)     | Egbert-Paul Abadie (1856-1893)                | Républicain        | Conseiller municipal de Biarritz                                                              |
| 1893         | 1895             | Eugène Bernain (1822-1897)                    | Républicain        | Rentier Maire d'Anglet (1870-1897)                                                            |
| 1895         | 1907             | Léon Guichenné                                | Républicain rallié | Avocat - Député (1905-1924)                                                                   |
| 1907         | 1925             | Albert Le Barillier                           | URD                | Agent de change Maire d'Anglet (1897-1935), conseiller d'arrondissement Sénateur (1920-1927)  |
| 1925         | 1937             | Pierre Simonet (1877-1945)                    | Rad.               | Avocat Maire de Bayonne (1935-1941)                                                           |
| 1937         | 1940             | René Delzangles                               | Rad.ind.           | Avocat Adjoint au Maire de Villefranque Député (1936-1942)                                    |
|              |                  |                                               |                    |                                                                                               |
| 1945         | 1951             | Jean Poulhazan                                | MRP                | Bâtonnier de l'Ordre des avocats, Bayonne                                                     |
| 1951         | 1954 (décès)     | Guillaume de Hiriart                          | RPF                | Journaliste                                                                                   |
| 4 avril 1954 | 1970             | Georges Poirier                               | MRP                | Militaire                                                                                     |
| 1970         | 1973             | Victor Mendiboure                             | SE                 | Maraîcher Maire d'Anglet (1971-1993) Elu en 1973 dans le Canton d'Anglet                      |

### Conseillers d'arrondissement de Bayonne Nord-Ouest (de 1833 à 1940)
| Période                                  | Période      | Identité                    | Étiquette   | Qualité |
| ---------------------------------------- | ------------ | --------------------------- | ----------- | --- |
| 1833                                     | 1848         | M. Daguerre-Dospital        |             | Négociant à Bayonne                                                                                         |
|                                          |              |                             |             | |
| 1892                                     | 1903 (décès) | Alexandre Russac            | Républicain | Adjoint au maire de Bayonne                                                                                 |
| 1892                                     | 1901 (décès) | Albert Lataillade           | Républicain | Maire de Came                                                                                               |
| 15 sept.1901                             |              |                             |             | |
|                                          |              |                             |             | |
| 26 juillet 1903                          | 1907         | Albert Le Barillier         | Républicain | Agent de change, maire d'Anglet                                                                             |
|                                          |              |                             |             | |
| 1913                                     | 1920 (décès) | Alexandre Morin (1838-1920) |             | Marchand de chaussures à Bayonne                                                                            |
|                                          |              |                             |             | |
| 1922                                     | 1940         | Léon Béhotéguy              | URD         | Adjoint au maire de Bayonne, Président du Conseil d'arrondissement                                          |
| 1940                                     |              |                             |             | Les conseils d'arrondissement ont été suspendus par la loi du 12 octobre 1940 et n'ont jamais été réactivés |
| Les données manquantes sont à compléter. |              |                             |             | |

### Conseillers généraux du canton de Bayonne-Ouest (de 1973 à 2015)
En 1982 il est amputé de sa partie sud (Arcangues et Bassussarry) qui intègre le canton d'Ustaritz.
| Période             | Identité                    | Parti                                   | Qualité                                                                                       |
| ------------------- | --------------------------- | --------------------------------------- | --------------------------------------------------------------------------------------------- |
| Canton créé en 1973 |                             |                                         |                                                                                               |
| 1973-1992           | Francis Gaudeul (1911-2003) | RAD>UDF                                 | Général de corps d'armée                                                                      |
| 1992-2004           | Jean-Louis Domergue         | UDF-PR                                  | Agent général d'assurances Conseiller municipal puis adjoint au maire de Bayonne              |
| 2004-2011           | Monique Larran-Lange        | PS puis MoDem (majorité départementale) | Antiquaire, vice-présidente du conseil général                                                |
| 2011-2015           | Henri Etcheto               | PS                                      | Professeur d'histoire Conseiller municipal de Bayonne Elu en 2015 dans le Canton de Bayonne-3 |

## Démographie
| 1975 | 1982 | 1990   | 1999   | 2006   | 2011   | 2012   |
| ---- | ---- | ------ | ------ | ------ | ------ | ------ |
| -    | -    | 17 963 | 18 064 | 19 516 | 18 685 | 18 722 |

## Pour approfondir